# Kang Kek Iev
Kang Kek Iev ou Kang Kek Iew, também romanizado como Kaing Guek Eav, pseudónimo Camarada Duch ou Deuch, (17 de novembro de 1942 — 2 de setembro de 2020) foi um líder criminoso do movimento comunista Quemer Vermelho, que governou  o Kampuchea Democrático de 1975 a 1979. Sendo o chefe da segurança interna do governo, ele supervisionou a prisão de Tuol Sleng  (S-21) onde foram realizados milhares de interrogatórios e torturas. Foi primeiro líder do Quemer Vermelho a ser julgado pelo Tribunal Especial do Camboja pelos crimes do regime, ele foi condenado por crimes contra a humanidade, assassinato e tortura por seu papel durante o regime do Quemer Vermelho do Camboja e condenado a 30 anos de prisão. Em 3 de fevereiro de 2012, sua sentença foi estendida à prisão perpétua pelo  Tribunal Especial do Camboja.
Duch morreu em 2 de setembro de 2020, aos 77 anos de idade.

## Nos maquis
Grupos comunistas nas colônias da França na Indochina utilizaram a expressão francesa da Segunda Guerra Mundial "maquis" quando se referiam aos seus movimentos de resistência nas selvas.
Na zona sob o controle do Quemer Vermelho, Kek Iew assumiu o pseudónimo de Camarada Duch, sendo foi nomeado o chefe de segurança especial por seu superior imediato Vet Vorn. Nas florestas de Amleang, no distrito de Thpong, ele montou sua primeira prisão, com nome de código M-13. Dois anos mais tarde, ele estabeleceu uma segunda prisão a "M-99" no vizinho distrito de Aoral, localizado este também na  província de Kampong Speu.
Ajudado por seus dois adjuntos, Mam Nai (camarada Chan) e Tang Sin Hean (o camarada Pon), Duch começou a aperfeiçoar suas técnicas de interrogatório e da eliminação de supostos inimigos dentro das próprias fileiras do Quemer Vermelho. Os presos nesses campos, principalmente, os pertencentes ao próprio Quemer Vermelho, eram rotineiramente submetidos a fome e torturados para extrair confissões reais ou inventadas. Em 06 de janeiro de 1979, ele foi ordenado por seu superior de matar os prisioneiros restantes.

## Liderando o Santebal e Tuol Sleng
Após a vitória do Quemer Vermelho em abril de 1975 Duch e seus homens montaram prisões em diversas partes da capital, incluindo a infame prisão de Tuol Sleng. Um pedido de Duch para sua transferência para o setor industrial do governo, em maio 1975, foi negado. Posteriormente Duch foi promovido diretor do setor presidiário.
Duch ordenou a execução de prisioneiros após o seu interrogatório ser concluído. Em uma lista contendo os nomes dos 17 presos (oito adolescentes e nove crianças), ele escreveu a ordem: "Esmagá-los em pedaços".  Em uma longa lista de detentos, em sua anotação se lê "Esmagar: 115; manter: 44 pessoas". Em uma lista de 20 mulheres detidas, Duch escreveu anotações para cada uma delas, ordenando: "Levar para execução", "manter para interrogatório" ou "experimento médico". Pelo menos 100 detentos morreram após a coleta de sangue para transfusões para soldados feridos. Operações cirúrgicas também foram realizadas nos detentos, a fim de treinar a equipe médica.
Como os expurgos do partido aumentaram no final do período do Kampuchea Democrático, mais e mais pessoas foram trazidas para Duch, incluindo muitos ex-colegas e seu antecessor em Tuol Sleng. Ao longo desse período ele construiu um grande arquivo com os registros dos presos e das "confissões" obtidas.
Em 7 de janeiro de 1979, Duch estava entre os últimos membros do Quemer Vermelho a fugir de Phnom Penh depois que esta foi tomada pelo exército vietnamita. Embora ele não foi capaz de destruir grande parte dos documentos extensos da prisão, acompanhou a execução de vários prisioneiros sobreviventes antes de fugir da cidade.

## Morte
Em 2 de setembro de 2020, Duch morreu aos 77 anos em um hospital em Phnom Penh. A causa da morte foi doença respiratória.